# 河南宝天曼国家级自然保护区
河南宝天曼国家级自然保护区位于中国河南省南阳市内乡县和南召县交界地带，主要保护对象为“过渡带森林生态系统”和“珍稀野生动植物”，2001年被联合国教科文组织列入“人与生物圈保护计划”，属于“世界生物圈保护区”，总面积29518公顷，这里保存着较为完整的天然次生植被和原生植物群落，有“物种基因库”、“动植物王国”之称。

## 自然地理
保护区的地理坐标大致为东径111°47′－112°04′，北纬33°20′－33°36′，位于中国第二级地貌阶梯向第三级地貌阶梯过渡的边缘，秦岭山脉-伏牛山脉-淮河一线，地势由东北向西南倾斜，最高海拔1830米。

### 气候
保护区内伏牛山的最高峰既挡着了西北寒流的侵袭，又截留了亚热带温湿气流，因此该区属于北亚热带向暖温带过渡的气候类型。

## 植物
森林覆盖率达93.9％，有高等植物2911种及变种。被列入国家保护植物的包括有银杏、大果青杄、连香树、香果树、银鹊树、水曲柳、紫茎、领春木、麦吊云杉、狭叶瓶尔小草、秦岭冷杉、华榛、青檀、八角莲、厚朴、桢楠、天竺桂、天目木姜子、山白树、野大豆、金钱槭、明党参、猬实、延龄草、天麻、独花兰、水青树等，古老特有植物有河南杜鹃等28种。

## 动物
有两栖动物14种、鸟类213种、爬行动物31种、兽类62种、鱼类67种及昆虫936种。其中被列入中国国家一级保护动物的有金钱豹、云豹、大鸨、黑鹤等，被列入国家二级保护动物的有大鲵、鸳鸯、金雕、穿山甲、水獭、麝、秃鹫、红腹锦鸡、灰鹗等11种。

## 保护区管理
- 管理机构：河南宝天曼国家级自然保护区管理局，是副县处级全民所有制事业单位。

## 旅游资源
- 宝天曼国家森林公园，被评为中国最美的十大森林公园之一。
- 牧虎顶
- 七星潭